# Kruth
Kruth é uma comuna francesa na região administrativa de Grande Leste, no departamento Alto Reno. Estende-se por uma área de 22,18 km². Em 2010 a comuna tinha 956 habitantes (densidade: 43,1 hab./km²).